# Маслов, Александр Анатольевич
Александр Анатольевич Маслов (род. 28 августа 1993 года) — российский боец смешанных единоборств, представитель тяжёлой весовой категории. Выступает на профессиональном уровне с 2017 года. Участник турниров Russian Cagefighting Championship, S-70, Open FC, OFC, MMA Series. Чемпион лиги Open FC в тяжёлом весе. Мастер спорта России по смешанным боевым единоборствам (ММА).

## Спортивные достижения

### Смешанные единоборства
- OPEN FC
  - Чемпион мира в тяжёлом весе (Один раз).

## Статистика MMA
| Боёв 10         | Побед 9 | Поражений 1 |
| --------------- | ------- | ----------- |
| Нокаутом        | 7       | 0           |
| Сдачей          | 0       | 0           |
| Решением        | 2       | 1           |
| Ничьи           | 0       | 0           |
| Не состоявшихся | 0       | 0           |

| Результат | Рекорд | Соперник            | Способ                                    | Турнир                                                     | Дата            | Раунд | Время | Место                   | Примечание                            |
| --------- | ------ | ------------------- | ----------------------------------------- | ---------------------------------------------------------- | --------------- | ----- | ----- | ----------------------- | ------------------------------------- |
| Победа    | 9-1    | Эдер де Соуза       | Техническим нокаутом                      | RCC 10: Эномото - Смирнов                                  | 18 декабря 2021 | 3     | 2:41  | Екатеринбург, Россия    | Дебют в RCC                           |
| Победа    | 8-1    | Винишиус Морейра    | Решением (единогласным)                   | Open FC 9: Маслов - Морейра                                | 27 августа 2021 | 5     | 5:00  | Екатеринбург, Россия    | Защитил титул Open FC в тяжёлом весе  |
| Победа    | 7-1    | Луис Энрике Барбоза | Решением (раздельным)                     | OFC 3 Open Fighting Championship 3                         | 17 апреля 2021  | 5     | 5:00  | Санкт-Петербург, Россия | Завоевал титул Open FC в тяжёлом весе |
| Победа    | 6-1    | Махмоуд Афия        | Нокаутом                                  | OFC 1 Open Fighting Championship 1                         | 26 декабря 2020 | 1     | 1:20  | Самара, Россия          | Дебют в Open FC                       |
| Победа    | 5-1    | Лом-Али Медиев      | Техническим нокаутом (удары)              | MMA Series 19 Time of New Heroes 11                        | 31 октября 2020 | 1     | 3:35  | Санкт-Петербург, Россия |                                       |
| Победа    | 4-1    | Леонид Тимошенко    | Нокаутом                                  | MMA Series 12 Time of New Heroes 9                         | 15 августа 2020 | 1     | 1:30  | Санкт-Петербург, Россия |                                       |
| Поражение | 3-1    | Эльхан Мусаев       | Решением (единогласным)                   | MMA Series 8 Time of New Heroes 6                          | 27 июня 2020    | 3     | 5:00  | Санкт-Петербург, Россия |                                       |
| Победа    | 3-0    | Уэлисон Карвальо    | Техническим нокаутом (удары)              | Yamal Fighter Championship Governor's Cup 2019             | 21 декабря 2019 | 1     | 1:50  | Ямал, Россия            |                                       |
| Победа    | 2-0    | Коди Ист            | Техническим нокаутом (остановка доктором) | League S-70 Plotforma Cup 2019                             | 14 августа 2019 | 1     | 1:38  | Сочи, Россия            |                                       |
| Победа    | 1-0    | Юрий Проценко       | Нокаутом (удары)                          | Arctic Fighting Promotion AFP 2: YaNAO Governor's Cup 2017 | 28 октября 2017 | 1     | 0:53  | Новый Уренгой, Россия   | Дебют в проф. MMA                     |